# Márún Abbúd
Márún Abbúd (9. února 1886, Ajn Kfa – 3. června 1962, Ajn Kfa) byl libanonský prozaik, publicista, literární kritik a překladatel. Kromě literární činnosti přednášel na univerzitě dějiny arabské literatury. K jeho nejvýznamnějším dílům patří historický román Al-Amír al Ahmar (Červený emír, 1954) kritizující feudalismus a několik povídkových sbírek. V tvorbě se také zaměřoval na kritiku a analýzu sociálních neduhů libanonské společnosti, zejména na venkově (Ahádís al-harja Vesnické rozprávky, román AI-Udžúl assamina – Tučná telata).